# Podklanc
Podklanc – wieś w Słowenii, w gminie Dravograd. W 2018 roku liczyła 149 mieszkańców.